# پیچ گوشواره‌ای

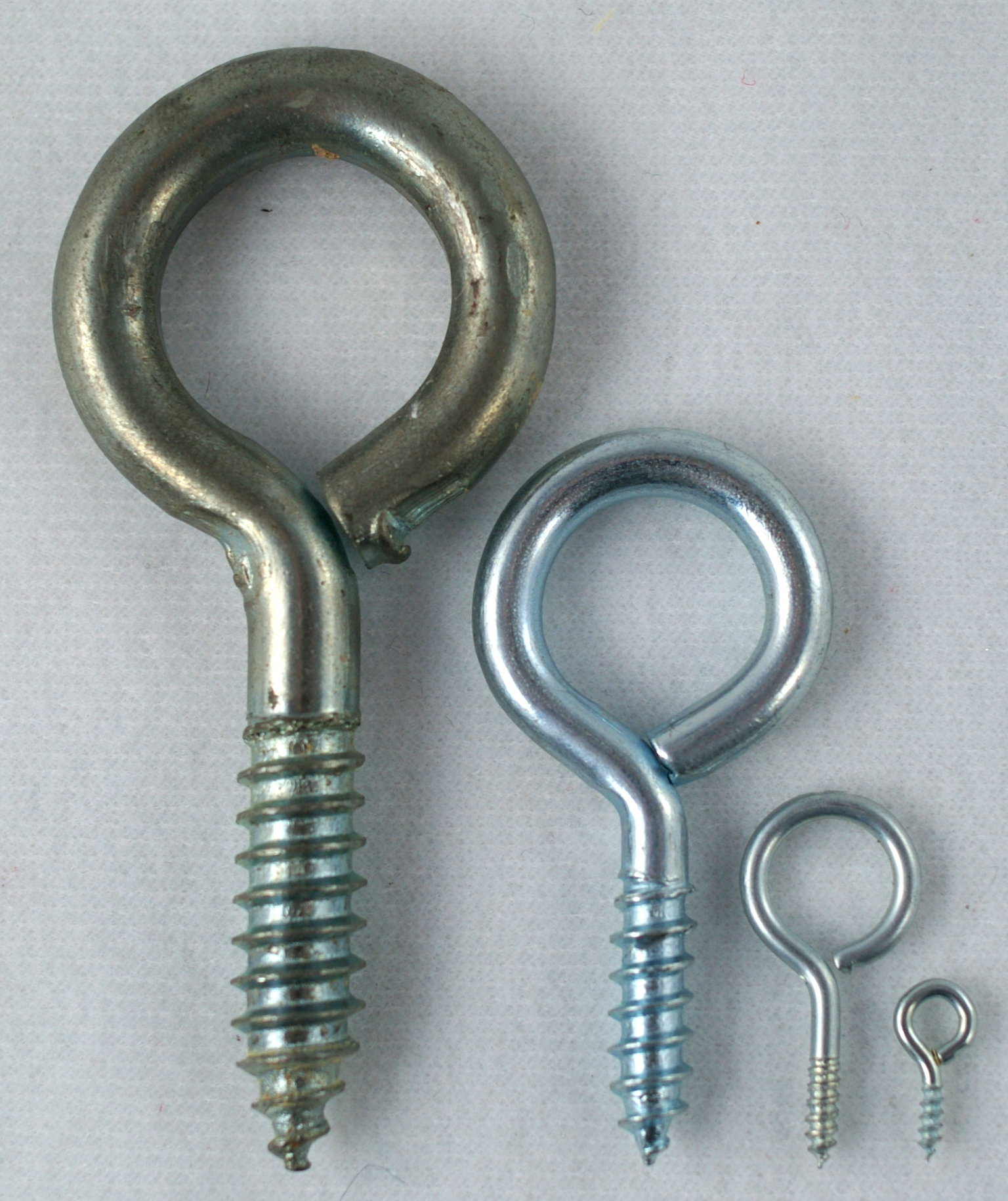
چند نمونه پیچ گوشواره‌ای

پیچ گوشواره‌ای یا پیچ قلاب‌دار گونه‌ای پیچ است که در سر آن یک قلاب حلقه‌ای برای پیچاندن به وسیله دست و در سر دیگر آن رزوه وجود دارد. این دسته از پیچ‌ها معمولاً برای اتصال اجسام به کابل‌ها مورد استفاده قرار می‌گیرند. به عنوان مثال برای اتصال یک ریسمان به یک تابلو نقاشی نیاز است از پیچ گوشواره‌ای استفاده شود.